# Europäisches Polizei-Leistungsabzeichen

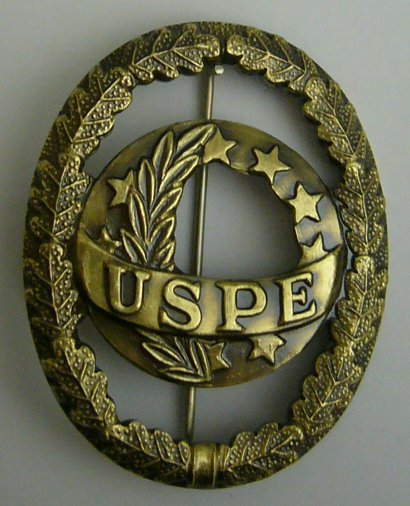
Europäisches Polizei-Leistungsabzeichen in Bronze

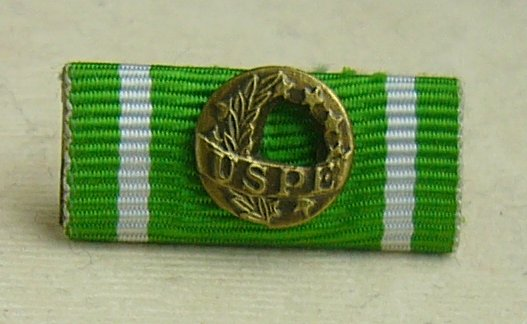
EPLA in Bronze als Bandschnalle

Das Europäische Polizei-Leistungsabzeichen, abgekürzt EPLA oder BSPE (Brevet Sportif du Policier Européen), wird von der europäischen Polizeisportvereinigung Union Sportive des Polices d’Europe (USPE) für besondere sportliche Leistungen im Schießen, Schwimmen und Laufen verliehen.
Verantwortlich für die korrekte Durchführung, Beschaffung der Abzeichen und Testat-Hefte sind die USPE-Mitgliedsländer. Dies ist für Deutschland das Deutsche Polizeisportkuratorium (DPSK).
Es ist kein Ehrenzeichen im Sinne des Gesetzes über Titel, Orden und Ehrenzeichen. Daher kann es als Abzeichen oder als Bandschnalle zur staatlichen Uniform nur getragen werden, wenn die jeweilige Uniformvorschrift dies explizit zulässt.

## Bewerberkreis und Verleihung
Nach den Statuten kann das Polizeileistungsabzeichen nur durch Polizeibeamte der USPE-Mitgliedsländer abgelegt und erworben werden. Der Erwerb des EPLA ist für Angehörige anderer Berufe oder Institutionen (z. B. Bundeswehr, auch Feldjäger und Reservisten oder die Feuerwehr) nicht vorgesehen. Diese Festschreibung zum „berechtigten Personenkreis“ wird vom DPSK ausdrücklich unterstützt und wurde durch Beschluss des DPSK bisher nur für „waffentragende Zollbeamte“ aufgehoben.
Durch Beschluss des DPSK wurden Zuständigkeit und Verantwortung für die regelkonforme Leistungsabnahme und Verleihung des Europäischen Leistungsabzeichen den Bundesländern und dem Bund übertragen. Auf der Grundlage dieses Beschlusses besteht die Möglichkeit, dass in jedem Bundesland bzw. dem Bund unterschiedliche Regelungen zur Organisation, der Durchführung (z. B. Berechtigte zur Abnahme der Leistungen) und dem Tragen des Polizeileistungsabzeichens an der Uniform bestehen.
In der Praxis wird das Abzeichen daher auch durch andere aktive oder pensionierte Mitglieder staatlicher europäischer Sicherheitsorgane und Streitkräfte erworben und getragen, z. B. durch Soldaten und Reservisten der Bundeswehr.

## Anforderungen bis Ende 2013
Die Mindestleistungen sind innerhalb eines Kalenderjahres zu erbringen und richten sich nach dem in diesem Jahr erreichten Alter. Bewerber können die Silber- und Goldauszeichnungen unabhängig von den dafür in der entsprechenden Leistungsklasse geforderten Mindestleistungen auch durch Wiederholungen erreichen (sieben Bronze-Leistungen für das Silberabzeichen oder sieben der Silber-Leistungen für das Goldabzeichen). Wer in 5, 10, 15, 20, 25 Jahren oder ein Vielfaches von fünf Jahren die geforderten Leistungen erfüllt, wird bei dem Erwerb oder Besitz des goldenen Abzeichens besonders ausgezeichnet. In solchen Fällen wird das goldene Abzeichen mit der Zahl 5, 10, 15, 20, 25 ff. ausgegeben. Bei der Zahl werden alle abgelegten Bronze- und Silberabzeichen bzw. Wiederholungen angerechnet. Für die o. g. Regelungen darf je Kalenderjahr nur der Erwerb eines Abzeichens resp. eine Wiederholung angerechnet werden.
Schießen
Prüfungen werden mit der Dienstpistole aus 25 m Entfernung auf die stehende Olympiascheibe bzw. 10er-Ringscheibe durchgeführt. Der Anschlag ist stehend. Die sonstige Haltung ist freigestellt (ein- oder beidhändig, Stand). Die Schusszahl beträgt vier Serien à fünf Schuss. Pro Serie wird 30 Sekunden Zeit vorgegeben (Zeitnahme ohne Magazinwechsel). Die Ausgangsstellung (45° zum Boden) ist die geladene und entspannte Pistole in Grundhaltung. 110 Ringe sind die Mindestleistung für Bronze (5,5er-Schnitt).
Schwimmen
Es darf Freistil geschwommen werden. Die Distanz beträgt für alle Altersgruppen 300 m.
Für die Bronzeleistung müssen beispielsweise folgende Leistungen erbracht werden:
- Männer, 32–40 J., max. 8:30 min
- Frauen, 32–40 J., max. 9:30 min

Laufen
Die Laufleistungen sind nach Geschlecht und Untergrund (Gelände oder Bahn) gestaffelt. Für die Bronzeleistung ist beispielsweise gefordert:
- Männer, 32–40 J., 3000 m in max. 14:00 min
- Frauen, 31–40 J., 2000 m in max. 11:30 min

## Änderungen seit 2014
Eine wesentliche Neuerung ab 2014 ist der nach sportwissenschaftlichen Kriterien überarbeiteter Leistungskatalog. Die abzulegende  Prüfungen setzen sich aus den vier Bereichen Ausdauer, Kraft, Schnelligkeit und Koordination zusammen. In den einzelnen Bereichen hat der Bewerber fortan folgende Wahlmöglichkeiten:
Ausdauer
- 3000-Meter-Lauf oder
- 800- oder 400-Meter-Schwimmen

Kraft
- Standweitsprung oder
- 50-Meter-Kleiderschwimmen

Schnelligkeit
- 100-Meter-/50-Meter-Lauf oder
- 200 m Radfahren

Koordination
- Weitsprung,
- Schießen mit der Dienstwaffe oder
- Seilspringen.

In den einzelnen Kategorien werden, wie beim deutschen Sportabzeichen auch,  für die erbrachte Leistung Punkte vergeben (Gold: 3 Punkte, Silber: 2 Punkte, Bronze: 1 Punkt), die insgesamt darüber entscheiden, welches EPLA verliehen wird.
Konkretisiert wurde auch der Personenkreis der Berechtigten. Diese müssen (lt. der deutschen Übersetzung der Statuten) Polizeibeamte im Dienst oder Polizeischüler bzw. -studenten an einer Polizei(hoch)schule sein. Zugleich wird definiert, dass als Polizei die Gesamtheit der Organe und Institutionen, die für die Aufrechterhaltung der öffentlichen Sicherheit und Ordnung zuständig ist, gemeint ist. Da historisch nicht immer klar zuzuordnen (siehe „Zusammenlegung von Polizei und Gendarmerie“) werden Schutz- und Kriminalpolizei eingeklammert. Dabei werden jedoch Militärpolizei und andere Armeeangehörige (z. B. italienische Gendarmerie Carabinieri), Angehörige der Feuerwehr und Beamte (mit eigenem Status ?), die nicht der Polizei angehören, explizit ausgeschlossen. In den englischen und französischen Statuten sind weder Beschäftigungsverhältnis noch Dienstherr maßgeblich, mithin sind europaweit Verwaltungsbeamte und Angestellte im Polizeidienst, Wachpolizei, Kommunale Ordnungsdienste bis zum Freiwilligen Polizeidienst empfangsberechtigt. Die USPE-Länder haben dank dieser Konkretisierung und aufgrund der besonderen Festlegung nicht (mehr) die Möglichkeit, den Bewerberkreis selbständig zu erweitern.